# Лео Бенхакер
Лео Бенхакер (хол. Leo Beenhakker; 2. август 1942 — 10. април 2025) био је холандски фудбалски тренер.

## Каријера
Са тренерском каријером је почео 1965. године, а највећи траг је оставио у Ајаксу из Амстердама, са којим је освојио две титуле у Холандији.
Радио је у шпанском Реал Мадриду, где је дошао до три титуле у Ла лиги и освојио је један Куп Краља, те два Суперкупа Шпаније, а такође је радио и у Фејенорду, којем је донео једну титулу у Ередивизији.
Предводио је репрезентацију Холандије 1990. године, на завршном турниру Светског првенства у Италији. Бенхакер је био и селектор Тринидад и Тобага, који је предводио на Светском првенству у Немачкој 2006. године, због чега је добио орден „Чаконије“, другу по снази медаљу у тамошњој држави.
Радио је као тренер све до 2009. године, када је био селектор Пољске.
Преминуо је 10. априла 2025. године.

## Успеси
Ајакс
- Ередивизија: 1979/80, 1989/90.

Реал Мадрид
- Ла лига: 1986/87, 1987/88, 1988/89.
- Куп краља: 1988/89.
- Суперкуп Шпаније: 1988, 1989.

Фејенорд
- Ередивизија: 1998/99.